# How to Destroy Angels
How to Destroy Angels (МФА: [ˈhaʊ tə dəˌstrɔɪ ˈeɪndʒəlz]) — американская пост-индастриал-группа.

## История
Коллектив состоит из фронтмена Nine Inch Nails Трента Резнора, его жены Мэрикуин Маандиг, бывшей солистки группы West Indian Girl и композитора Аттикуса Росса из группы 12 Rounds с которой сотрудничал Трент Резнор. По заявлению самих участников, на их творчество оказали влияние Cabaret Voltaire, Human League, P.I.L., Gang of Four, My Bloody Valentine, CAN. Название группы происходит от одноимённого сингла пионеров индастриала, группы Coil. Арт-директором группы является Роб Шеридан, сотрудничавший ранее с Nine Inch Nails.
В апреле 2010 года было объявлено о том, что летом 2010 года выйдет EP группы, состоящий из 6 композиций. 4 мая 2010 года в Интернете был предоставлен для скачивания дебютный сингл «A Drowning». 14 мая 2010 года было представлено официальное видео «The Space in Between». Режиссёр клипа Руперт Сандерс (Rupert Sanders). Синглы доступны для свободного скачивания в виде мультитрековой записи для самостоятельного сведения или создания ремиксов.
В октябре 2012 года Трент Резнор объявил о выходе нового сингла Keep It Together. На своей странице в Фейсбуке он сообщил, что группа официально сотрудничает со звукозаписывающей компанией Columbia Records для выпуска серии новых релизов, первый из которых вышел в ноябре 2012 года под названием An omen EP_. Полноформатный альбом выпущен в начале 2013 года.

## Дискография
Студийные альбомы
- 2013 — Welcome Oblivion

Мини-альбомы
- 2010 — How to Destroy Angels
- 2012 — An omen EP

Синглы
- 2010 — A Drowning
- 2010 — The Space in Between[17]
- 2010 — The Believers
- 2012 — Keep It Together[18][19]
- 2012 — Ice Age

Музыкальное видео
- 2010 — The Space in Between
- 2012 — Keep It Together[20]
- 2012 — Ice Age
- 2013 — The Loop Closes
- 2013 — How Long?